# قصر السلام

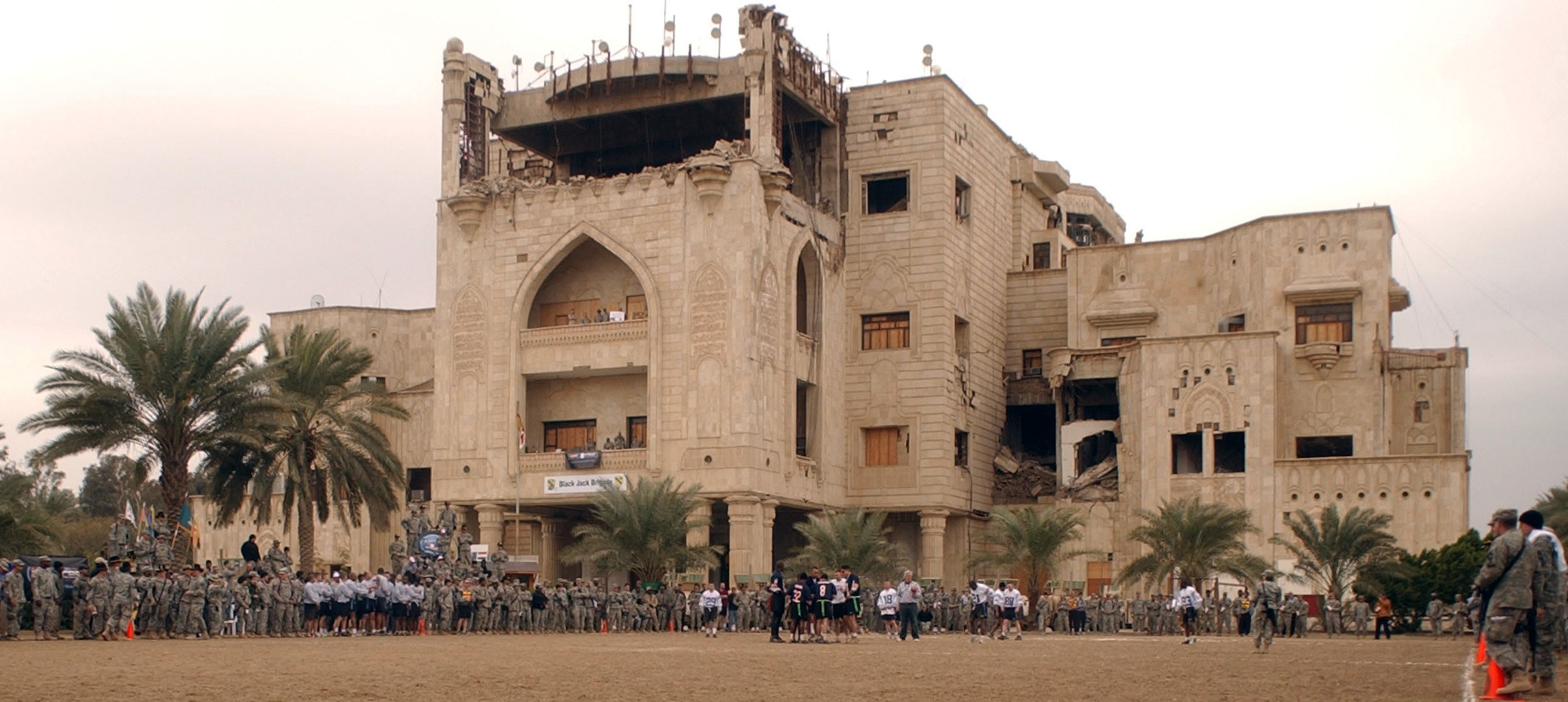
قصر السلام عام 2007

قصر السلام هو أحد أكبر القصور الموجودة في العراق، والقصر موجود في المنطقة الخضراء في بغداد وتوجد حوله اسوار كبيرة وأبراج مراقبة وبحيرة تم بنائها في أواخر عهد الرئيس السابق صدام حسين.
القصر يحتوي على اعمدة هائلة الحجم وقبة كبيرة جداً، كما بني القصر بشكل معماري دقيق ونقوش دقيقة تظهر براعة الفنان العراقي. وتعرض القصر للقصف بالطائرات بشدة أثناء حرب غزو العراق في عام 2003 من قبل القوات الأمريكية، مما أدى إلى انهيار عدد من الغرف العلوية واحتراق قبة القصر ومما حولها إلى هيكل حديدي، إضافة إلى اضرار جسيمة في أنحاء مختلفة من القصر.
ولقد اعلنت دائرة امانة بغداد في عام 2009، أن من ضمن مشاريع الاستثمار إعادة اعمار هذا القصر. ومنذ عام 2012 تم اعتماد القصر كقصر جمهوري.

## وصف القصر
يحتوي القصر على 200 غرفة وبمساحة 93,000 متر مربع، ويتكون من ستة طوابق، ثلاثة منها قابلة للاستخدام (الباقي عبارة عن أرضية مرتفعة)، وقاعتان كبيراتان للأجتماع. أرضية القصر الداخلية من الرخام مع مئات الآلاف من القطع المقطوعة يدويا، وجدران من الغرانيت، والأسقف تحتوي أيضا على مئات الآلاف من الزهور المرسومة يدوياً والمطعمة يدوياً.
القصر محاط أيضاً بسلسلة من البلاطات المربعة تحمل الأحرف الأولى من اسم صدام حسين «ح» «س»، هذه البلاطات واضحة على الجانب العلوي من مبنى القصر. وكانت تحتوي قبة القصر على تمثال لصدام بالحجم الطبيعي.
ويوجد مداخن لفتحات تهوية حول البحيرة أمام القصر، وهي فتحات تهوية تستخدم لتزويد الهواء النقي للملاجئ تحت البحيرة. هذه الملاجئ لا يمكن الوصول إليها الآن، بعد أن غمرتها القوات الأمريكية وأغلقتها.
في الطابق السفلي من القصر يوجد مدخل إلى واحد من العديد من الأنفاق الخرسانية الواقعة تحت مدينة بغداد. كما أن هذه الأنفاق يتم تهويتها وتوفر الوصول إلى القصور الأخرى والمرافق الحكومية ومطار بغداد الدولي.

## الاستخدام الحالي
منذ نيسان 2009 إلى كانون الثاني 2010، كان القصر مقراً لفريق اللواء القتالي الثاني والثلاثون في الجيش الأمريكي. ومنذ عام 2012 وحتى الآن تم اعتماد القصر كقصر جمهوري ومقر لأقامة الرئيس العراقي.